# Friedrich Engel (matematician)
A nu se confunda cu Friedrich Engel (1909 - 2006), ofițer SS sau cu Friedrich Engels (1820 - 1895), filozof.
Friedrich Engel (n. 26 decembrie 1861 - d. 29 septembrie 1941) a fost un matematician german. A tradus operele lui Lobacevski și s-a preocupat și de operele lui Bolyai.
A adus contribuții în teoria grupurilor.